# We'll Be Coming Back
We'll Be Coming Back è un singolo discografico del DJ e produttore discografico scozzese Calvin Harris, pubblicato nel 2012 ed estratto dal suo terzo album in studio 18 Months. Il brano vede la partecipazione del cantante inglese Example.

## Tracce
- Download digitale

1. We'll Be Coming Back – 3:56
2. We'll Be Coming Back (Original Extended Mix) – 6:33
3. We'll Be Coming Back (Michael Woods Remix) – 5:18
4. We'll Be Coming Back (KillSonik Remix) – 5:32
5. We'll Be Coming Back (R3hab EDC NYC Remix) – 6:09
6. We'll Be Coming Back (R3hab EDC Vegas Remix) – 5:57
7. We'll Be Coming Back (Jacob Plant Remix) – 5:03

- CD

1. We'll Be Coming Back – 3:56
2. We'll Be Coming Back (Original Extended Mix) – 6:33
3. We'll Be Coming Back (Michael Woods Remix) – 5:18
4. We'll Be Coming Back (KillSonik Remix) – 5:32

- 12"

1. We'll Be Coming Back (Original Extended Mix) – 6:33
2. We'll Be Coming Back (Michael Woods Remix) – 5:18
3. We'll Be Coming Back (Jacob Plant Remix) – 5:03
4. We'll Be Coming Back (KillSonik Remix) – 5:32

## Video
Il videoclip della canzone è stato diretto dal regista iraniano-statunitense Saman Kesh ed è stato girato a Hollywood Hills, un quartiere di Los Angeles (California).

## Classifiche
| Classifica (2012) | Posizione raggiunta |
| ----------------- | ------------------- |
| Regno Unito       | 2                   |